# Еклозија
Еклозија (франц. éclore- излећи се) је процес излегања гусенице из јајета или одраслог инсекта из лутке. 

## Физиолошка основа
Еклозија стоји под контролом циркадијалног ритма инсекта. Тачан тренутак и услови који морају бити задовољени како би се из јајета излегла гусеница или како би одрасла јединка напустила заштиту коју има у стадијуму лутке су специфични за сваку врсту понаособ.Резултат су усклађеног рада хуморалних путева и у потпуности одговарају биологији врсте, те су кроз истраживања бележене врсте које се излежу искључиво у зору или сумрак и врсте код којих је опсег температура при којима се излежу свега један степен.  Проучавања физиологије еклозије код свилених буба показало је да је у питању рад засебних, усклађених система, који реагују на различите стимулусе попут светла, температуре и унутрашњих сигнала о правилном завршетку развоја. Сваки од система има своје жлездане ефекторе, који информацију, путем хемијских сигнала, шаљу наредном систему на обраду. Један од најзначајнијих хормона за овај процес, хормон екозије, продукт је неуросекреторних ћелија и његовим излучивањем покреће се даљи каскадни процес. По структури, хормон еклозије је велики неуропептид, и осим што диригује процесом, покреће и одговарајуће моторне одговоре инсекта, који су комплексна припрема за излазак из јајета или лутке. 

## Едукативне и комерцијалне употребе
Еклозија је, сама по себи, догађај атрактиван за посматраче, што је од давнина био један од разлога за скупљање јаја, гусеница и лутки и њихово одгајивање. Од осамдесетих година прошлог века, одгајивање, нарочито лептира, постало је масовно, и то за потребе школа, приредби, венчања и сахрана, брокере лептира и слично. Најпознатији овакав случај је случај лептира монарха, чија се лутка најчешће набавља за потребе хобиста. У последњих десет година, развило се мноштво група које се залажу за ограничавање вештачког узгоја у сврхе забаве, због претњи по биодиверзитет и појачаног ширења паразита и инфекција.